# JDownloader
JDownloader je správce stahování, napsaný v Javě, který umožňuje automatické stahování celých a rozdělených souborů a soubory z Upload serverů jako je RapidShare a Megaupload. JDownloader podporuje prémiové účty. Některé části JDownloader jsou open source.[zdroj?]
JDownloader je nejznámější ve Španělsku a dalších španělsky mluvících zemích. Španělský informační web lainformacion.com zařadil JDownloader mezi "nepostradatelné programy, které by každý uživatel počítačů Mac měl mít". V prosinci 2009 byly webové stránky programu v top 1000 žebříčku návštěvnosti webů ve Španělsku. Německý online magazín, Chip.de označil v roce 2009 JDownloader za "objev roku“, poté co se zařadil mezi 50 nejstahovanějších aplikací s více než půl milionem stažení za rok.

## Licence
Navzdory licenci nejsou některé zdrojové soubory veřejně dostupné. Vývojáři uvedli, že licence se může změnit-program zůstane open source, ale dostane licenci, která povoluje uzavřené části kódu.

## Vlastnosti
- Nezávislý na platformě. (Windows, Linux, Mac, ..), běží na Java 1.5 nebo vyšší
- 24-hodinová podpora
- Stahuje několik souborů současně
- Stahuje z více připojení
- Automaticky řeší některé CAPTCHA kódy s vlastní OCR modulem (JAntiCaptcha)
- Automatická dekoprese souborů (včetně vyhledávání v seznamu hesel) (RAR archivy)
- Dešifruje RSDF, CCF a DLC kontejnery souborů
- Podporuje asi 300 dešifrovacích pluginu pro mnoho služeb. např. sj.org, UCMS, WordPress, RLSLog....
- Podporuje okolo 110 upload serverů
- Stahuje YouTube, Vimeo, Clipfish video a mp3
- Automaticky získává novou IP adresu aby redukoval čekací dobu (1400 podporových směrovačů)
- Update z webu
- Integrovaný správce balíčků pro další moduly (např. webové rozhraní, vypnutí)
- Podpora skinů
- Vícejazyčný

Uživatelem zadané odkazy na stažení jsou rozděleny do balíčků s cílem umožnit jednotlivým balíčkům pozastavení a pokračování stahování. Programu můžeme nastavit rozbalení děleného archivu RAR po stažení.
JDownloader podporuje "čekací doby" a CAPTCHA rozpoznání, což umožňuje dávkové stahování bez zásahu uživatele. Premium uživatelé Upload serverů mají navíc tu výhodu, že ve většině případů zrychluje stahování pomocí více připojení na stažený soubor. Také podporuje Metalink, formát pro výpis více mirrorů. Aktualizace softwaru a opravy jsou vypouštěny často. Ve výchozím nastavení JDownloader aktualizuje po spuštění.

## Podpora Upload serverů
Pokud je "rozpoznání CAPTCHA kódu" podporováno, pak JDownloader je schopen automaticky rozpoznat CAPTCHA kód a automaticky spustit stahování souboru bez zásahu uživatele. Pokud je „obnovení stanování“ podporováno, pak přerušené stahování souborů je obnoveno bez zásahu uživatele. Obnovení stahování je nejvhodnější u větších souborů. Rozpoznání CAPTCHA kódu je vhodné pokud je v seznamu mnoho malých souborů.
| Upload server          | Obnovení stahování | Rozpoznání CAPTCHA kódu | Čekací doba |
| ---------------------- | ------------------ | ----------------------- | ----------- |
| depositfiles.com       | Ne                 | Ano                     | -           |
| Megashares.com         | Ne                 | Ano                     | 2 hodiny    |
| easy-share.com         | Ne                 | Ano                     | 20 sekund   |
| Fileserve.com          | Ne                 | Ne                      | 10 minut    |
| Filesonic.com          | Ano                | Ne                      | 30 sekund   |
| Hotfile.com            | Ne                 | Ne                      | 30 minut    |
| letitbit.net           | Ano                | Ano                     | -           |
| Mega Upload            | Ano                | -                       | 45 sekund   |
| netload.in             | Ne                 | Ano                     | 55 minut    |
| oron.com               | Ne                 | Ne                      | 1 minuta    |
| Rapidshare             | Ne                 | -                       | 5 minut     |
| turboshare.com         | Ne                 | Ano                     | 1 minut     |
| ugotfile.com           | Ne                 | Ne                      | -           |
| uploadbox.com          | Ano                | Ne                      | -           |
| uploaded.to nebo ul.to | Ne                 | Ano                     | -           |
| uploading.com          | Ne                 | Ano                     | -           |
| yourfilehost.com       | Ano                | Ne                      | -           |
| ziddu.com              | Ne                 | Ano                     | -           |